# Apostolisches Vikariat Mikronesien
Das Apostolische Vikariat Mikronesien (lat.: Apostolicus Vicariatus Micronesiae) war ein in Mikronesien gelegenes römisch-katholisches Apostolisches Vikariat. 

## Geschichte
Das Apostolische Vikariat Mikronesien wurde am 19. Juli 1844 durch Papst Gregor XVI. mit der Päpstlichen Bulle Ex debito aus Gebietsabtretungen des Apostolischen Vikariates West-Ozeanien als Apostolische Präfektur Mikronesien errichtet. Am 15. Mai 1886 gab die Apostolische Präfektur Mikronesien Teile ihres Territoriums zur Gründung der Mission sui juris Ost-Karolinen und zur Gründung der Mission sui juris West-Karolinen ab. 1887 wurde die Apostolische Präfektur Mikronesien durch Papst Leo XIII. zum Apostolischen Vikariat erhoben.
Am 10. Mai 1889 wurde das Apostolische Vikariat Mikronesien durch Papst Leo XIII. aufgelöst. Aus dem Territorium des Apostolischen Vikariates Mikronesien wurde das Apostolische Vikariat Neubritannien errichtet.